# Mont Losera
El mont Losera (nom occità; en francès Mont Lozère) és un massís granític de les Cevenes, al Massís Central francès, que culmina al pic de Finiels, de 1.699 metres d'altitud. Hi neix el riu Tarn. Ha donat nom al departament del Losera. Ja l'esmenta Sidoni Apol·linar, amb el nom llatí de Lesora Mons.